# Monica Lira Cantu
Mónica Lira-Cantú (Monterrey, 1969) es una química e investigadora mexicana. Ha contribuido a la formación de más de 60 investigadores incluyendo profesores visitantes, estudiantes postdoctorales, de doctorado, maestría y licenciatura.

## Educación
Estudió en la preparatoria en Eugenio Garza Sada en México en 1985 y en Moore High School en Estados Unidos en 1987. Realizó su licenciatura en Química en el Instituto Tecnológico y de Estudios Superiores de Monterrey (ITESM) en 1992 . Completó su maestría en el Instituto de Ciencias de Materiales de Barcelona (en catalán, Institut de Ciència de Materials de Barcelona) (ICMAB) en 1995 y su doctorado en la Universidad Autónoma de Barcelona (en catalán, Universitat Autónoma de Barcelona) en 1997.

## Carrera
Trabajó como investigadora postdoctoral en Schneider Electric y en el ICMAB hasta 1998. Posteriormente, trabajó de 1999 a 2001 en ExxonMobil Research & Engineering en Nueva Jersey (E.U.A) en donde estableció un grupo para el desarrollo de tecnología relacionadas con la energía. Recibió diferentes premios para ser científica visitante en los siguientes laboratorios: Universidad de Oslo, en 2003, Laboratorio Nacional Riso, Dinamarca entre 2004 y 2005) y el Centro de Ciencia e innovación avanzadas, Japón (2006). Obtuvo un puesto permanente en 2007 en el Consejo Superior de Investigaciones Científicas (CSIC, España). El mismo año puso en marcha el Laboratorio de Materiales Nanoestructurados para la Energía Fotovoltaica. En 2013 obtuvo el puesto de líder de grupo en el Instituto Catalán de Nanociencia y Nanotecnología de Barcelona donde continúa con la dirección del Laboratorio, ahora como Grupo de Investigación. Cuenta con más de 125 publicaciones científicas, entre ellas más de 110 artículos de revistas, 1 libro editado, 10 capítulos de libros y 9 patentes.
Es miembro de American Chemical Society, Electrochemical Society y ExxonMobil Research Club, donde ha sido vicepresidenta desde 2001. Se ha desempeñado como miembro de la junta directiva de diferentes revistas científicas como SN Applied Science (Nature), Journal of Materials Chemistry C (RSC), Journal of Physics Energy (IOP), Journal of Photonics for Energy (SPIE) y Frontiers in Energy Research: Solar Energy (Frontiers). Pertenece a la junta asesora de la ingeniería en Nanotecnología y Ciencias Químicas (INCQ) del Instituto Tecnológico y de Estudios Superiores de Monterrey de México.

## Líneas de Investigación
Sus intereses se centran en el área de la síntesis y aplicación de materiales nanoestructurados para el desarrollo de celdas solares con alta eficiencia y estabilidad, fabricadas con películas delgadas haluro-perovskita, alóxido y células solares orgánicas sensibilizadas con colorantes. En su grupo de investigación, se han fabricado celdas solares con perovskitas con eficiencias > 21%. Otras áreas de estudio se encuentran el desarrollo de dispositivos electrónicos sin batería con materiales flexibles, transparentes y/o inteligentes.

## Premios y distinciones
- Extraordinary PhD Award (Universidad Autónoma de Barcelona, España).
- Finalista en 2022 al Premio Vanguardia de la Ciencia.[8]